# 저동초등학교 (경북)
저동초등학교는 대한민국 경상북도 울릉군에 있는 초등학교다.

## 학교 연혁
- 1946년 4월 1일 : 우산국민학교 저동분교장 설립인가(2년 113명)
- 1949년 4월 1일 : 저동국민학교 개교 (1,2 학년 2학급 편성)
- 19??년 ??월 ??일 : 저동국민학교 와달분교장 설립 인가
- 1969년 3월 1일 : 와달분교장 개교
- 1974년 2월 22일 : 현 위치로 신축이전
- 1981년 2월 28일 : 와달분교장 본교 통폐합
- 1981년 3월 7일 : 병설유치원 개원
- 1996년 3월 1일 : 저동초등학교로 교명 변경